# Deon Cole
Deon Cole (Chicago, 9 gennaio 1972) è un attore, comico e sceneggiatore statunitense conosciuto principalmente per il ruolo di Charlie Telphy nelle serie televisive Black-ish e Grown-ish e per il ruolo di DJ Tanner in Angie Tribeca.

## Carriera
La carriera dell'attore inizia nel 2002, anno in cui recita nel film La bottega del barbiere nel ruolo di un cliente di nome Darrel, mentre due anni dopo recita nel sequel La bottega del barbiere 2 sempre nel ruolo di un cliente, questa volta però di nome Dante. Nel 2005 recita nei film The Evil One e A Get2Gether e inizia a partecipare sia come comico che come sceneggiatore alla trasmissione di Martin Lawrence 1st Amendment Stand Up, comparendo fino al 2009 in quattro puntate.
Nel 2009 inizia una collaborazione col presentatore Conan O'Brien, che lo porterà a partecipare sia come sceneggiatore che come comico a varie puntate delle trasmissioni The Tonight Show with Conan O'Brien e Conan trasmesse tra il 2009 e il 2012. Grazie alla partecipazione a questi talk show Cole riesce ad ottenere, congiuntamente agli altri autori dei programmi, due nomination ai premi Emmy nella categoria "Miglior sceneggiatura per un programma varietà, musicale o comico" nel 2010 e nel 2011 e tre nomination ai Writers Guild of America Award negli anni dal 2012 al 2014.
Nel 2013 crea per la rete TBS la serie televisiva comica Deon Cole's Black Box che produce, scrive e in cui recita come attore protagonista. La serie, iniziata il 10 giugno e terminata il 15 luglio del 2013, venne trasmessa per soli sei episodi prima di essere definitivamente cancellata dalla rete.
Nel 2014 ottiene i due ruoli per cui è maggiormente conosciuto dal grande pubblico, nel febbraio di quell'anno viene infatti aggiunto al cast principale della serie televisiva Angie Tribeca nel ruolo dell'agente DJ Tanner e qualche mese dopo entra a far parte del cast ricorrente di Black-ish. La prima stagione di Angie Tribeca debuttò su TBS solamente nel gennaio del 2016 e l'attore ha fatto parte del cast principale delle prime tre stagioni ed è apparso in un solo episodio della quarta come guest star, mentre in Black-ish Cole ha recitato come personaggio ricorrente nelle prime tre stagioni, per poi entrare a far parte del cast principale a partire dalla quarta stagione.
Tra 2016 e 2018, oltre ad apparire nelle serie sopraccitate, recita nei film La bottega del barbiere 3 (2016) dove interpreta nuovamente il ruolo di Dante, The Female Brain (2017) in cui interpreta il ruolo di Steven e HeadShop (2018) in cui recita nel ruolo di Davis.
Nel 2017 entra a far parte del cast principale anche dello spin-off di Black-ish intitolato Grown-ish in cui riprende il ruolo di Charlie Telphy impegnato ad insegnare marketing all'università frequentata da Zoey. La serie ha debuttato su Freeform il 3 gennaio 2018.
Nel 2020, grazie alla sua interpretazione in Black-ish, viene premiato ai cinquantunesimi NAACP Image Award nella categoria "Miglior attore non protagonista in una serie comica".
Durante la sua carriera Cole ha inoltre continuato ad apparire come comico in numerosi programmi televisivi, tra cui Def Comedy Jam, Wild 'n Out, Lopez Tonight, Laugh Factory, John Oliver's New York Stand-Up Show, Mash Up, Just for Laughs: All Access, Larry King Now, Hip Hop Squares e The Real.

## Filmografia parziale

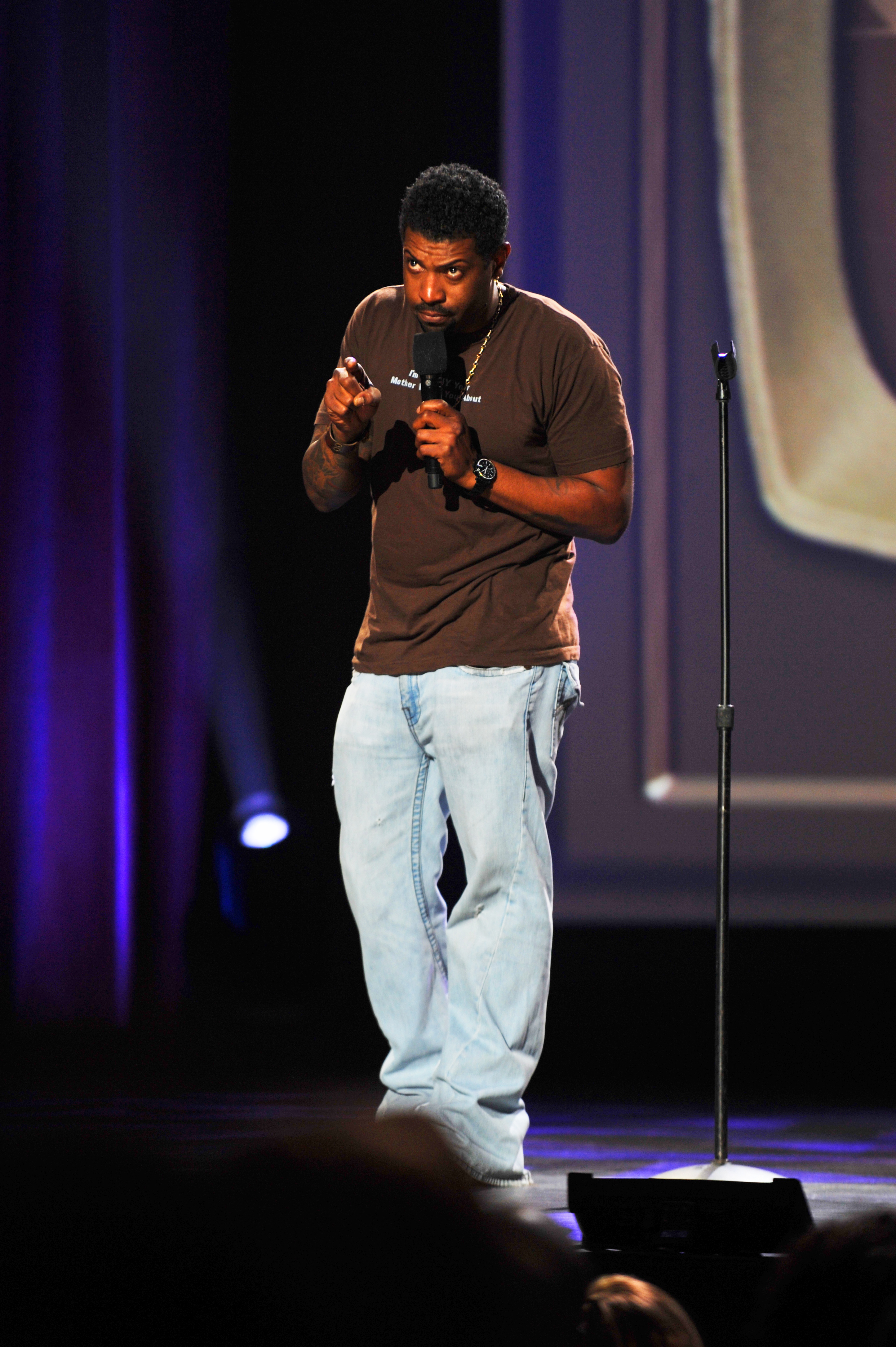
Deon Cole nell'ottobre 2011 durante uno spettacolo

### Attore

#### Cinema
- La bottega del barbiere (Barbershop), regia di Tim Story (2002)
- La bottega del barbiere 2 (Barbershop 2: Back in Business), regia di Kevin Rodney Sullivan (2004)
- The Evil One, regia di Parris Reaves (2005)
- A Get2Gether, regia di Ceon Forte (2005)
- La bottega del barbiere 3 (Barbershop: The Next Cut), regia di Malcolm D. Lee (2016)
- The Female Brain - Donne vs Uomini (The Female Brain), regia di Whitney Cummings (2017)
- Natale, folle Natale (Holiday Rush), regia di Leslie Small (2019)
- 2 Minutes of Fame, regia di Leslie Small (2020)
- Friendsgiving, regia di Nicol Paone (2020)
- The Harder They Fall, regia di Jeymes Samuel (2021)
- You People, regia di Kenya Barris (2023)
- Il colore viola (The Color Purple), regia di Blitz Bazawule (2023)

#### Televisione
- Nick Cannon Presents: Short Circuitz – serie TV, episodio 1x01 (2007)
- The Tonight Show with Conan O'Brien – programma TV, 4 puntate (2009)
- Conan – programma TV, 35 puntate (2010-2012)
- Mash Up, regia di Jordan Vogt-Roberts – film TV (2011)
- The League – serie TV, episodio 3x10 (2011)
- Deon Cole's Black Box – serie TV, 6 episodi (2013)
- Funny Business, regia di Michael Derek Bohusz – film TV (2014)
- Benched - Difesa d'ufficio (Benched) – serie TV, episodio 1x08 (2014)
- Black-ish – serie TV, 123 episodi (2014-2022)
- Angie Tribeca – serie TV, 31 episodi (2016-2018)
- All Def Comedy – serie TV, episodio 1x07 (2017)
- All About The Washingtons – serie TV, episodio 1x07 (2018)
- Grown-ish – serie TV, 22 episodi (2018-in corso)
- Kipo e l'era delle creature straordinarie (Kipo and the Age of Wonderbeasts) – serie animata, 29 episodi (2020) – voce
- The Madness – serie TV, 8 episodi (2024)

### Sceneggiatore
- 1st Amendment Stand Up – programma TV, 4 puntate (2005-2009)
- Def Comedy Jam – serie TV, episodio 7x10 (2006)
- Comedy Central Presents – programma TV, puntata 11x14 (2007)
- The Funny Spot – programma TV, puntata 1x01 (2008)
- The Tonight Show with Conan O'Brien – programma TV, 61 puntate (2009-2010)
- Conan – programma TV, 18 puntate (2010-2011)
- Laugh Factory – serie TV, 6 puntate (2010-2018)
- Funny as Hell – programma TV, puntata 1x02 (2011)
- Mash Up – serie TV, episodio Episodi di Mash Up 1x02 (2012)
- Deon Cole's Black Box – serie TV, 6 episodi (2013)
- Deon Cole: Cole Blooded Seminar, regia di Marcus Raboy – film TV (2016)
- The Standups – serie TV, episodio 1x03 (2017)

## Doppiatori italiani
Nelle versioni in italiano delle opere in cui ha recitato, Deon Cole è stato doppiato da:
- Franco Mannella in Black-ish, Grown-ish
- Fabrizio Pucci in The Harder They Fall
- Pasquale Anselmo in Madness
- Tony Sansone in The Female Brain - Donne vs Uomini
- Christian Iansante in Angie Tribeca
- Carlo Scipioni in You People
- Simone Mori ne Il colore viola